# باربگزاکلون
باربگزاکلون (انگلیسی: Barbexaclone) یک ترکیب نمکی از فنوباربیتال و لووپروپیل‌هگزدرین است. این دارو اثرات آرام‌بخش و خواب‌آور دارد.